# Rebecca Kabugho
Rebecca Kabugho, född 4 september 1994 i Goma, är en kongolesisk student och människorättsaktivist.
Rebecca Kabugho var med och grundade organisationen LUCHA (Struggle for change) år 2012. Genom civil olydnad och fredliga demonstrationer ställde organisationen krav på president Kabila att följa landets konstitution och att hålla demokratiska val år 2016. Detta ledde till att Rebecca Kabugho arresterades och blev en av världens yngsta samvetsfångar, något som väckte uppmärksamhet internationellt. Hon fick, tillsammans med fem andra medlemmar ur LUCHA avtjäna ett sex månader långt straff. I december 2016 genomförde LUCHA ännu en fredlig demonstration då Rebecca och 18 andra demonstranter fängslades, den här gången i en vecka.  
2017 tilldelades Rebecca Kabugho International Women of Courage Award.